# Bhutahipaterwa
Bhutahipaterwa (nep. भुताही पटेर्वा) – gaun wikas samiti w środkowej części Nepalu w strefie Dźanakpur w dystrykcie Dhanusa. Według nepalskiego spisu powszechnego z 2011 roku liczył on 895 gospodarstw domowych i 4848 mieszkańców (2490 kobiet i 2358 mężczyzn).